# شوکا (سرده)
شوکا (سرده) (نام علمی: Capreolus) نام یک سرده از زیرخانواده گوزنیان جهان جدید است.

## گونه‌ها
- شوکا (European roe deer)
- شوکای سیبری (Siberian roe deer)